# E・Jホールディングス
E・Jホールディングス株式会社（イージェイホールディングス）は、岡山県岡山市北区に本社を置く総合建設コンサルタントを傘下に持つ持株会社。

## 概要
2005年に夢真ホールディングスが敵対的な株式公開買付け（TOB）を行った日本技術開発（後のEJビジネス・パートナーズ）と、その際にホワイトナイトとして友好的なTOBを実施し、親会社となったエイトコンサルタント（現・エイト日本技術開発）との経営統合によって誕生した。

## 沿革
- 2007年6月1日 - 日本技術開発とエイトコンサルタントによる株式移転によって設立。東京証券取引所2部に上場。
- 2009年6月1日 - 日本技術開発がEJビジネス・パートナーズに、エイトコンサルタントがエイト日本技術開発に社名変更。
- 2015年5月1日 - エイト日本技術開発がEJビジネス・パートナーズを吸収合併。
- 2018年7月6日 - 東京証券取引所1部に指定[2]。

## 関連会社
- 株式会社エイト日本技術開発
- 株式会社共立エンジニヤ
- 共立工営株式会社
- 日本インフラマネジメント株式会社
- 都市開発設計株式会社
- 株式会社近代設計